# Sarah Gibson Humphreys
Sarah Gibson Humphreys (Luisiana, 17 de maio de 1830 – Estados Unidos, 1907) foi uma escritora americana e sufragista. Na sua época, foi a única mulher dos Estados Unidos a definir o conselho de diretores de uma via pública pelo voto de oficiais e acionistas locais.

## Vida
Sarah Gibson nasceu no sudoeste de Luisiana, em uma plantação de açúcar, ou em Condado de Warren, no Mississippi, em 17 de maio de 1830. Seu pai era Tobias Gibson e sua mãe Luisiana Breckenridge Hart. Até os quatorze anos, sua educação foi supervisionada pelos seus pais, embora inúmeros professores tenham sido contratados para ensiná-la. Aos quatorze anos, foi enviada à escola Miss Margaret Merer, em Condado de Loudoun, na Virginia. Durante três anos, estudou na escola francesa de Charles Picot, na Filadélfia. Sua mãe morreu logo após o retorno de Sarah. Em seguida, assumiu o comando da casa de verão de seu pai em Lexington, no Kentucky, além da plantação de inverno em Luisiana. Devido à ausência de sua mãe, cuidou e educou seus seis irmãos mais novos e uma irmã menor de idade

## Carreira
Em 1853, casou-se com Joseph A. Humpreys, que morreu em 15 de fevereiro de 1863, deixando-a com sua família. Depois que os filhos cresceram, Sarah livrou-se de algumas responsabilidades financeiras, levando-a a descobrir a vocação para atividades literárias e a luta pelo sufrágio feminino. Sua primeira obra foi um romance, que escreveu quando tinha apenas 13 anos, mas a obra não chegou a ser publicada. Durante pelo menos 10 anos, contribuiu com histórias, ensaios, cartas e esboços para diversas revistas e jornais, sempre sob um pseudônimo. Uma de suas contribuições para Bedford's Magazine foi "Negro Libertines in the South."
A mais original obra literária de Humphreys foi "Man and Woman in the Bible and in Nature", lida antes da Convenção da Associação dos Direitos de Igualdade de Kentucky. Neste artigo, Sarah retrata a dualidade sexual, a semelhança de Adão à imagem de Deus e de todas as criaturas espirituais. Devido à intensa luta pelo papel feminino na época, em consonância com o papel de maternal e de viúva, a perseguição pela sua posição importante em sociedade a trouxe a necessidade de colocar a liberdade em primeiro lugar. Sarah foi a única mulher dos Estados Unidos a criar um conselho de diretores de uma via pública por meio do voto de oficiais e acionistas locais e, provavelmente, a única mulher eleita como palestrante pública. Sarah morreu em 1907.